# Caenarolia spitzi
Caenarolia spitzi är en tvåvingeart som beskrevs av Carrera 1949. Caenarolia spitzi ingår i släktet Caenarolia och familjen rovflugor. Inga underarter finns listade i Catalogue of Life.